# Łączna (stacja kolejowa)
Łączna – stacja kolejowa w Czerwonej Górce, w województwie świętokrzyskim, w Polsce. Leży na linii kolejowej Warszawa Zachodnia–Kraków Główny. Obsługuje lokalny ruch pasażerski na trasie Kielce–Skarżysko-Kamienna.

## Ruch pasażerski[1]
| Rok  | Wymiana pasażerska na dobę |
| ---- | -------------------------- |
| 2017 | 200-299                    |
| 2018 | 200-299                    |
| 2019 | 200-299                    |
| 2020 | 150-199                    |
| 2021 | 200-299                    |
| 2022 | 200-299                    |
| 2023 | 300-499                    |